# ستيف جولي
ستيف جولي (بالإنجليزية: Steve Jolley)‏ هو لاعب كرة قدم ومعلق رياضي أمريكي في مركزي الوسط والدفاع، ولد في 15 أكتوبر 1975 في فرجينيا بيتش في الولايات المتحدة. لعب مع لوس أنجلوس غلاكسي ونادي دالاس ونيويورك ريد بولز.

## وصلات خارجية
- ستيف جولي على موقع الدوري الأمريكي (الإنجليزية)
- ستيف جولي على موقع قاعدة بيانات كرة القدم.إي يو (الإنجليزية)